# 日本学術会議
日本学術会議（にほんがくじゅつかいぎ、英: Science Council of Japan 略称: SCJ）は日本の国立アカデミーで、日本の科学者の内外に対する代表機関。国単位で加盟する国際学術機関の組織構成員（NMO - National Member Organization）でもあり、それらの国際分担金も担う。国の諮問機関として勧告や答申、提言などを行うとともに、かつては科研費の予算配分や審査委員の推薦権限も有していた。学術研究会議を前身として1949年に国の機関として発足したが、2026年に特殊法人になる予定である。

## 概要

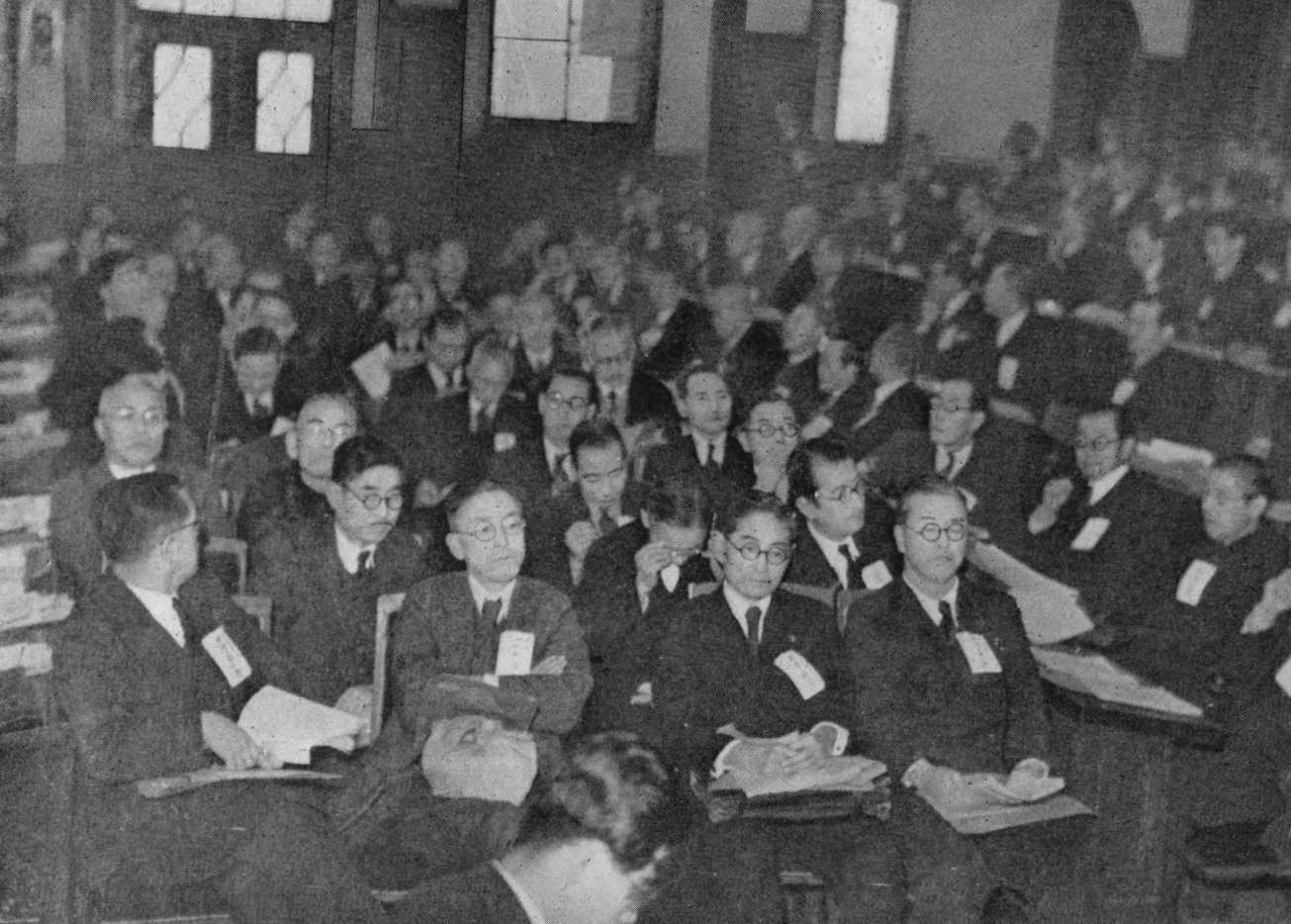
1949年1月20日に開かれた第1回総会。

GHQ（連合国軍最高司令官総司令部）経済科学局科学技術課のH・C・ケリー博士の影響のもと、茅誠司、嵯峨根遼吉、仁科芳雄らが参加したSL（科学渉外連絡会）や学術体制刷新委員会の議論を経て、昭和二十三年法律第百二十一号「日本学術会議法」に基づき、学術研究会議を前身として1949年に設立。研究者による直接選挙を実施し、当時は「学者の国会」と呼ばれた。政府への勧告で多くのセンターや研究所の設立を実現し、原子力研究三原則を提言。南極特別委員会で南極探検にも貢献した。かつては科学研究費や科学試験研究費の予算配分を決めており、2005年の改革前まで日本学術振興会に対して科研費の審査員も推薦していた。
しかし科学技術庁や科学技術会議の設立に伴い政府への影響力は低下していき、「政策提言機関として十分力を発揮したのは、1970年代まで」と言われている。また、研究者の関心の低下や「特定政治思想」の学術会議への影響を懸念する声もあがっていた。紛糾の末1983年に法改正がなされ、会員選抜は登録学術協力団体による推薦に基づく内閣総理大臣の任命に変更。さらに日本学術会議不要論も叫ばれる中、中央省庁等改革基本法に端を発する改革過程の末、2004年の法改正で組織改編がなされた。
2005年から会員選出はコ・オプテーション方式になり、組織も7部構成から3部構成になって縦割りの打破が図られた。政策への提言なども総合科学技術会議と棲み分けられ、一般向けサイエンスカフェも活動に加わっている。なお、2010年からは「学術の大型研究計画検討分科会」により「学術の大型研究計画に関するマスタープラン」が始まっている。また、1950年の「戦争を目的とする科学の研究は絶対にこれを行わない」という声明や、1967年の「軍事目的のための科学研究を行わない」という声明を踏まえた2017年の「軍事的安全保障研究に関する声明」は議論を呼んだ。
なお予算規模は約10億円でそれまで国庫負担であったが、後述する法人化後は寄付金など外部資金を得ることもできるようになる。一方で国際学術会議など40を超える国際学術団体に日本を代表して加盟しており、各団体の組織構成員（NMO - National Member Organization）としての国際分担金も日本学術会議予算で賄われている。なお国際科学会議 (ICSU)（現在の国際学術会議）では14万ドルを支出し世界3位の地位を占め、日本からは吉川弘之会長、黒田玲子副会長を輩出した。また、アジア学術会議をリードし、その事務局は日本学術会議に置かれている。
2022年の会員任命拒否を契機に見直しが論議され、「日本学術会議のあり方を話し合う有識者懇談会」を中心に学術会議の法人化が検討された。学術会議の独立性が懸念される中、2025年に日本学術会議法は全面改正された。新たな令和七年法律第七十号「日本学術会議法」により、2026年10月より内閣府の特別な機関から特殊法人へ移行し、旧法は施行時に廃止される予定である（詳細は「§2020年以降の見直し論議」や「§日本学術会議の特殊法人化」を参照）。

## 理念と目的
内閣総理大臣が所轄し、その経費は国の予算で負担されるが、活動は政府から独立して行われる（日本学術会議法 第1章の第1条・第3条）。「科学者の代表機関として、科学の向上発達を図り、行政、産業や国民生活に科学を反映浸透させること」が目的とされ、「科学に関する重要事項を審議し、その実現を図ること」や「科学に関する研究の連絡を図り、その能率を向上させること」を職務としており（同法 第2章第3条）、後者の職務達成のために「学術に関する国際団体に加入することができる」とされている（同法 第2章第6条の2）。
1949年（昭和24年）に制定された日本学術会議法の前文には、「日本学術会議は、科学が文化国家の基礎であるという確信に立って、科学者の総意の下に、わが国の平和的復興、人類社会の福祉に貢献し、世界の学会と提携して学術の進歩に寄与することを使命とし、ここに設立される」と記されている。同年1月20日の第1回総会において、吉田茂首相の代理として挨拶を担当した殖田俊吉は、「その使命の達成のためには、そのときどきの政治的、行政的便宜というようなことの掣肘を受けることのないように、高度の自主性が与えられており、ここに本会議の重要な特色がある」と述べている。
また、同月22日の総会の終わりには、「日本学術会議の発足にあたって科学者としての決意表明」という声明が採択され、そこでは「われわれは、これまでわが国の科学者がとりきたった態度について強く反省し、今後は、科学が文化国家ないし平和国家の基礎であるという確信の下に、わが国の平和的復興と人類の福祉増進のために貢献せんことを誓うものである」と謳われている。なお、1980年（昭和55年）には「科学者憲章について」の声明を、2008年（平成20年）には「日本学術会議憲章」を採択している。
2025年に公布された令和七年法律第七十号「日本学術会議法」第一条では、学術会議の目的を「我が国の科学者の内外に対する代表機関として、学術に関する重要事項に係る審議、大学、研究機関、学会その他の学術に関係する者の間における連携の確保及び強化、学術に関する研究を円滑に進めるための社会環境の整備、学術に関する外国の団体及び国際団体との交流等を行うことにより、学術の向上発達を図るとともに、学術に関する知見を活用して社会の課題の解決に寄与すること」とし、同法第三条では「会議は、法人とする」と定められた。

## 組織構成・構成員

### 第19期までの組織
会長1名に対し、副会長は人文社会系と自然科学系の2名を設けていた。第一部から第七部までの7つの部会があり、会員210名はいずれかに所属した。各部に部長、副部長、幹事2名の役員が置かれており、各部の専門分野は以下の通り。
- 人文・社会科学部門 - 第一部（文学、哲学、教育学・心理学・社会学、史学）、第二部（法律学、政治学）、第三部（経済学、商学・経営学）
- 自然科学部門 - 第四部（理学）、第五部（工学）、第六部（農学）、第七部（医学、歯学、薬学）

第一部から第七部を、単に「文、法、経、理、工、農、医」と記載することもある。なお、第七部では第18期で看護学研究連絡委員会を設けたものの、看護学の研究者は会員になれなかった（組織改革による第20期以降はなれるようになった）。
また、運営審議会、常置委員会、特別委員会、研究連絡委員会が設けられ、運営審議会には附置委員会として「広報」「財務」「勧告等」「国際会議」「二国間交流」などの委員会が置かれていた。第18期以降は「アジア学術会議」の委員会が設置されていた。単期の委員会として第17期では「50年史編集準備委員会」が、第18期では「ノーベル賞100周年委員会」などが、第19期では「持続可能な社会に向けた新しい科学や技術国際実行委員会」や「日本学術会議改革推進委員会」が置かれていた。なお、会員以外に「委員」が設けられていた。

### 第20期以降の組織
2004年の法改正に伴い、2005年10月に、副会長職が研究分野別の2人制から活動分野別の3人制に改められるなど組織が再編された。2020年現在の組織を以下に示す。
- 総会 - 原則として4月と10月の年2回[75]、3日間の日程で開催[5][75]（臨時総会も開催可[75]）。210名の会員で構成でされる日本学術会議の最高議決機関[5][75]。
- 役員 - 会長と副会長3名（副会長は組織運営担当、政府との関係等担当、国際活動担当の3名）。
- 幹事会 - 毎月開催。日本学術会議の運営について審議。会長、副会長、各部の部長、副部長、幹事で構成。
- 3つの部 - 第一部（人文・社会科学）、第二部（生命科学）、第三部（理学・工学）。会員はいずれかの部に属する。
- 4つの機能別委員会 - 選考委員会、科学者委員会、科学と社会委員会、国際委員会。
- 30の学術分野別委員会
- 臨時の課題別委員会
- 事務局 - 50名の常勤職員がいる[76]。

### 構成員と選出方法

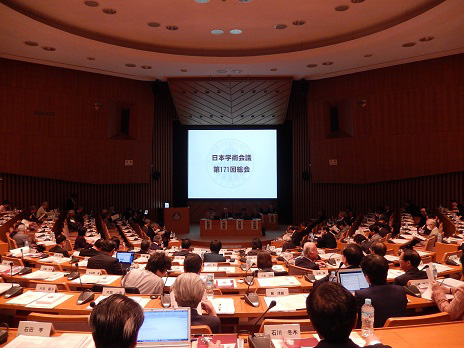
日本学術会議の第171回総会（2016年4月14日、日本学術会議講堂にて）。約84万の日本の科学者を代表する、210名の会員が集う。

### 構成員の種別と任期

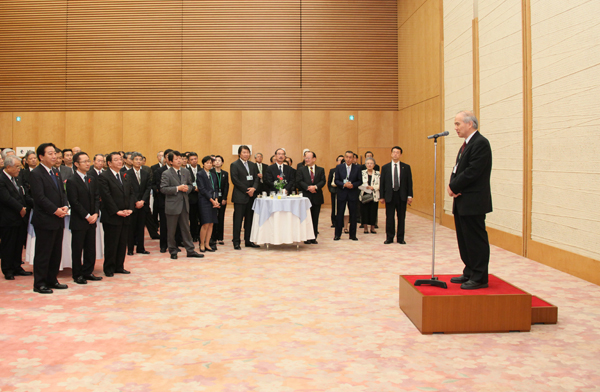
2011年11月、内閣総理大臣官邸で日本学術会議新会員の任命式

2004年の法改正後、日本学術会議は210名の会員と約2,000名の連携会員で構成されている。会員は特別職、連携会員は一般職の国家公務員（非常勤）となる。設立当初、会員は研究者による直接選挙で選ばれていたが、その後1984年からは各分野の学協会推薦方式に変更になり、さらに2005年からは現会員が次の会員を選ぶコ・オプテーション方式になっている（「§選出方法とその変遷」や「§組織構成の変革」も参照）。
会員と連携会員のいずれも任期は6年で、3年毎に約半数が任命替えされる。会員は再任できない（補欠の会員は1回再任可能）が、連携会員は2回まで再任できる。会員は内閣総理大臣から任命され、連携会員は日本学術会議会長から任命される（日本学術会議法 第7条・第15条・第17条、日本学術会議法施行令 第1条、日本学術会議会則 第12条）。
また、会員や連携会員とは別に「日本学術会議アドバイザー」（第21期設置）や「日本学術会議外国人アドバイザー」（第23期設置）が設けられている。さらに「栄誉会員」が認定されるとともに、事務局には約50名のスタッフ（2008年時点）がいる。
なお、2005年の組織改編までは連携会員は存在せず、研究連絡委員会の委員という肩書で登録学術研究団体から選出されており、1997年の時点で2,370名であった。会員選出方法の詳細は次節「#選出方法とその変遷」を、選出方法改革の経緯については「§組織構成の変革」を参照。
会員の任命から次の任命までの3年間が日本学術会議の活動の一単位となっており、会長・副会長の任期も同じ3年間（再任可）である。ただし任期中に役員の交代が行われる場合もしばしばある。基本的には3年間の活動単位が一期となっており、現在は第25期（2020年（令和2年）10月 - 2023年（令和5年）9月）。なお、会員選出方法が変わった第12期は1年半延長され、第19期は1年短縮されている。

### 選出方法とその変遷
創設後から1984年改訂前までの投票方式（会員）
当初、会員選出は自由立候補制によって研究者が登録し選挙を行う方式であった。自由立候補制で、部、専門、地方別に登録した研究者が有権者として直接投票を行った。全国区、地方区（6地方）で210名が選出され、任期は3年で全員が改選となったが、再任回数に制限はなかった。有権者数は第1期で4万3999名、1983年12月時点で24万12名であった。
第1期、第2期の選挙を経験した日本学術会議会長の亀山直人によると、「教室や研究所で強制的にある人に指示して投票させたとか、白紙を集めたとか、A群とB群とが互に連絡して投票を交換したとか種々の醜聞がある」ことを紹介し、「これらの風聞にはどうしても若干の根拠がある」と指摘していた。当時は選挙規則が不十分で、金銭を伴う選挙活動すら違法ではなく、第3期の後に選挙規則が見直された。第4期で会長を務めた兼重寛九郎によると、第4期の選挙では改善の効果が見受けられたという。
1984年から2005年改訂前までの学会推薦方式（会員）
導入は1985年の7月の第13期から。会員を推薦したい学会はまず「登録学術研究団体」に認められておく必要があった。日本学術会議には学術領域ごとに研究連絡委員会があるため、学会はどの学術領域に会員候補者・推薦人を出すか決めておくことになる。次に学会は「会員候補者」を日本学術会議会員推薦管理会に届け出て、会員資格を有することの「認定」を受ける。さらに各学会が届け出た推薦人が、学術領域ごとに会員資格を有すると認定された候補者の中から「会員候補」を選出する。なお、推薦人は各学会の構成員である必要がある。選出された会員候補は日本学術会議から内閣総理大臣に推薦され、任命を受ける。
第17期では協力学会登録時の虚偽が見過ごされたことがあり、第18期では登録情報を会員に公開するよう改善が図られた。また、学協会はその分野の研究連絡委員会に登録されるが、その学協会がその委員会に適切かどうかという問題も生じていた。なお、3年に一度の会員推薦の際にはその分の予算が増額され、例えば1994年度には約8000万円の経費が上積みされていた。
2005年から2025年のコ・オプテーション方式による選出方法（会員・連携会員）
2005年の第20期から導入されたもので、現役の会員・連携会員が各々ふさわしいと考えられる「優れた研究又は業績がある」科学者から、会員候補者と連携会員候補者を合わせて5名まで、うち会員候補者は2名以内推薦する。この際、優先順位をつけることはできず、人数は5名より少なくてもよく、連携候補者だけの場合でも構わない。そこから選考委員会・分科会による選考が行われる。なお、会員の定年は70歳であるため、少なくとも1期は務められる年齢であることが推薦時に望まれている。
この方式を検討した際の会長である吉川弘之は、「自分の身近な人は推薦しない」「学術的業績が最も優れている人を推薦する」「自分の分野にだけこだわり続ける人は推薦しない」などのルールと、何段階かの選考で派閥化などの弊害は取り除けると考えたという。また、2014年1月当時の大西隆会長は、資質がある後継者を選ぶことに適していても既に会員となっている者と思想や意見が異なる集団から選ぶことに適していないと内部分析を行い、「他制度より優位性を持つか否かは、現会員・連携会員による推薦及び選考が適切に行われることに掛かっている」と記している。
2026年以降の法人化後の選出方式（会員）
「§日本学術会議の特殊法人化」参照。

### 歴代会長・副会長

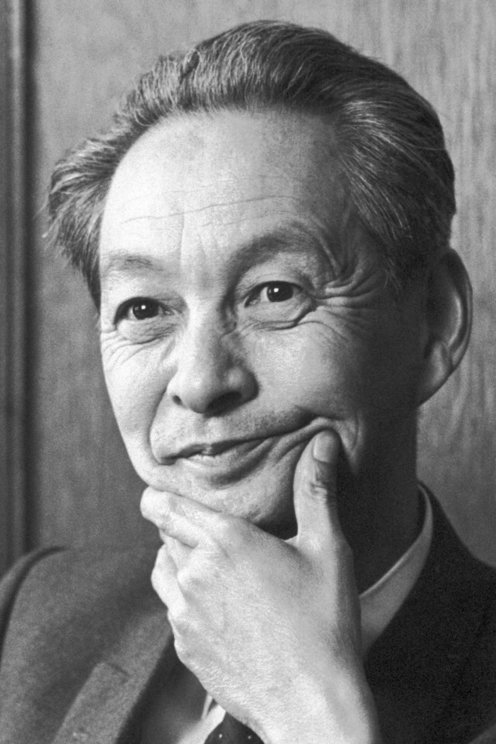
第6-7期日本学術会議会長・朝永振一郎（1965年）

発足時の第1期は亀山直人を会長（第1-2期）とし、人文社会部門の副会長は我妻栄、自然科学部門は副会長を仁科芳雄が務めた。我妻は日本学術会議法の起草を手掛けたといわれ、仁科は初めて日本学術会議を代表して欧米に赴いた。その後、茅誠司（第3-4期途中）、和達清夫（第5期）、朝永振一郎（第6-7期）、江上不二夫（第8期）らが会長を務めていく。第6-7期（1963年1月-1969年1月）に会長を務めた朝永は、会長在任中の1965年にノーベル物理学賞を受賞。受賞後に政府から記念事業を打診され、朝永が「自分ではなく学界のために」と答えた結果、日本学術会議の会館が建設されている。
第11期から第12期途中にかけて伏見康治が会長を務めるが、法改正の騒動に伴い第12期は久保亮五、塚田裕三と会長が変わった（ただし、第12期は1年半延長）。その後、近藤次郎（第13-15期）、伊藤正男（第16期）、吉川弘之（第17-18期）が会長を務めていく。第17-18期に会長を務めた吉川は、国際科学会議（ICSU）の会長も務めるとともに、行政改革に合わせた日本学術会議の改革に尽力する。日本学術会議の役割のパラダイムシフトを求めた吉川の考えは「吉川理論」とも言われ、批判を集めながらも改革をリードした。
吉川の尽力により、総合科学技術会議における議論では日本学術会議側の意見がかなり尊重されたという。第18期で副会長を務めた黒川清が第19期会長を務め、組織再編が行われた第20期も途中まで会長を務めた（ただし、第19期の任期は2年間）。黒川は臨床医師経験者として初めて会長に就任し、吉川の改革を継承して2005年の組織改革を推進。法改正に伴う国会審議でも参考人として出席した。在米経験が長くメールも英語で返すという黒川は、アジア学術会議を軌道に乗せ、日本カナダ女性研究者交流事業も発足させた。
第20期の残りから第21期の途中までは金澤一郎が会長を務める。第21期の残りは広渡清吾が務め、その後は大西隆（第22-23期）、山極寿一（第24期）と続く。この間、2010年から「学術の大型研究計画に関するマスタープラン」が始まっており、マスタープラン2010、2011、2014、2017、2020と続いている。また、2020年9月に『未来からの問い ― 日本学術会議100年を構想する ―』を発行した。2020年10月からの第25期は梶田隆章が会長を務めている。

### 栄誉会員
日本学術会議会則の第35条「学術会議は、国内外における卓越した研究又は業績がある科学者その他の学術の発展に著しい貢献をしたと認められる科学者に対し、日本学術会議栄誉会員（以下「栄誉会員」という）の称号を授与することができる」に基づき「栄誉会員」が設定されており、ノーベル賞クラスの卓越した研究業績や、日本学術会議の活動や日本の科学コミュニティーの国際発展などに顕著な貢献をした者が選出される。
2025年6月現在までに、赤﨑勇、江崎玲於奈、大隅良典、大村智、小林誠、小柴昌俊、南部陽一郎、益川敏英、根岸英一、鈴木章、利根川進、本庶佑、眞鍋淑郎、吉野彰、李遠哲に加え、吉川弘之（国際科学会議（ICSU）会長、日本学術会議第17-18期会長、同連携会員、日本学士院会員を歴任）が認定されている。

## 運営費
日本学術会議の運営費は、全額国庫負担である。「行政機関が行う政策の評価に関する法律」（政策評価法）に従い、日本学術会議の活動の事後評価は、日本学術会議事務局自らがおこなっている。政府は、日本学術会議を2026年10月に現在の国の特別機関から特殊法人へ移行させることを柱とした新たな日本学術会議法案を閣議決定した。

### 予算とその内訳
日本学術会議の予算規模は約10億円であり、イギリスの王立協会やアメリカの3アカデミーと比較して、収入源の違いはあるものの大幅に少ない。1993 - 1995年度における内訳は以下の通り。1994年度の予算が多いのは、会員推薦時期によりその分の経費が計上されたためである。
|                                           | 1993年度        | 1994年度         | 1995年度        |
| ----------------------------------------- | --------------- | ---------------- | --------------- |
| 総額（日本学術会議の運営に必要な経費）    | 10億9582万7千円 | 12億128万7千円   | 11億2339万4千円 |
| 審議関係費                                | 02億6552万5千円 | 02億7253万4千円  | 02億9282万0千円 |
| 国際学術交流関係費（#国際活動も参照）     | 02億2125万4千円 | 02億2664万6千円  | 02億0875万0千円 |
| 会員推薦関係費（#組織構成・構成員も参照） | 00億1957万4千円 | 01億0,005万5千円 | 00億2000万0千円 |
| 一般事務処理費                            | 05億8947万4千円 | 06億0205万2千円  | 06億0182万4千円 |

2020年10月の内閣官房長官による発表では、総額は約10億5000万円、「人件費などを含む政府・社会などに対する提言」で2億5000万円、「各国アカデミーとの国際的な活動」で2億円、「科学の役割についての普及・啓発」と「科学者間のネットワーク構築」でそれぞれ1000万円、「事務局人件費・事務費など」で5億5000万円と発表された。
なお、2020年度予算で会員手当は、交通費宿泊費を別として会員が総額7500万円、連携会員が総額1億300万円であった。会議の出席に対して日当は出るものの、「手当や旅費支払いの一時凍結や受領辞退」を事務局から会員に依頼する状況であると報道されている。また、事務局の常勤職員50人の人件費として約3億9000万円がかかっていたという。

### 諸外国との比較
全米科学アカデミーは1997年の時点で約210億円の運営費に対して8割が連邦政府との行政レビューや答申の契約による公的資金であり、英国王立協会は2013年4月からの1年で約97億円の収入のうち約65億円が公的資金であった。これに関してNPO法人 ファクトチェック・イニシアティブの立岩陽一郎理事は、アメリカの法人寄付における「大幅な」減税措置や、「使途が義務付けられない多額の寄付を受け運営できる仕組みがある」ことを指摘している。
なお、第19期副会長の岸輝雄（東京大学名誉教授、物質・材料研究機構理事長）は2004年の『学術の動向』で、欧米は3割から8割しか公費援助でないことを指摘しながらも、「アカデミーが、独立性・中立性・公正性を保つには、他の機関からの資金供与をなるべく排除しなければならない」という視点を示し、日本が全額国庫負担であることに対して「社会的・文化的背景を鑑みれば仕方のない部分が多い」という見解を示していた。

## 国際活動

### 国際学術機関の構成員
日本学術会議は多くの国際学術機関で組織構成員（NMO - National Member Organization、NAO - National Adhering Organization）を務めており、例えば
- 国際科学会議（ICSU）[128] - ただし、国際科学会議は2018年に国際社会科学協議会（ISSC）[129]と統合し、国際学術会議となっている[130]。
- インターアカデミー・パートナーシップ（英語版）（IAP）[129] - 1993年設立の旧IAPや、IAC、IAMPが統合されて2016年に設立[129]。
- 世界工学団体連盟（英語版）（WFEO）[131][132]

があげられる。また、日本学術会議の委員会（分科会）で加盟するものとして
- 国際純正・応用化学連合（IUPAC） - IUPAC分科会[56]（旧 化学研究連絡委員会[133]）
- 国際純粋・応用物理学連合（IUPAP） - IUPAP分科会[48]
- 国際農業工学会（英語版）（CIGR） - CIGR分科会[134]
- 国際自動制御連盟（英語版）（IFAC） - IFAC分科会[135]（旧 自動制御研究連絡委員会[132]）

などがある。前述のICSUなども含めて、日本学術会議は1996年には47団体、2000年には50団体、国際学術機関の構成員となっていた。委員会・分科会が国内関連学会の連携を取り持って学術講演会を催すケースもある。
これらの分担金（membership fee）は日本学術会議の予算（国家予算）で賄なわれており、例えば1995年度（平成7年度）には総額6950万5000円が「国際分担金」として予算計上され、2000年の時点でICSUには14万ドル、IUPACには8万ドルの分担金を支払っていた。国際学術機関によっては加盟金を払えなくなる国もある中、前述のICSU（国際科学会議）の各国分担金では日本は2000年時点で第3位の加盟金を支払っていた。なお、日本学術会議が分担金は既存の学会が占めてしまい、新しい提案が通らないケースがあると言われている。

### 共同主催国際会議

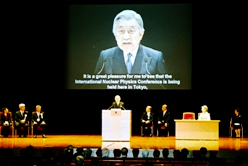
日本物理学会・日本学術会議・国際純粋・応用物理学連合が主催する原子核物理学国際会議開会式にて挨拶する明仁天皇（中央）（2007年6月4日）

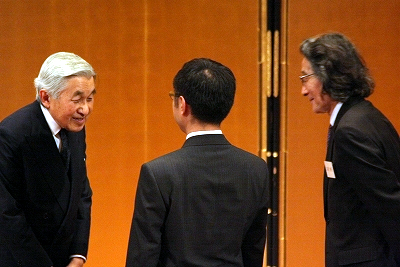
日本微生物学連盟・日本学術会議が主催する国際微生物学連合会議レセプションに行幸する明仁天皇（左）と出迎える日本学術会議会長広渡清吾（右）（2011年9月10日）

国内で開催される各分野の学術に関する国際会議のうち、国際学術機関の総会など、特に重要と認められる国際会議について、学術研究団体と共同で開催することで、支援・協力を行っている。これらの共同主催国際会議は閣議口頭了解に基づき開催されており、皇室の構成員の臨席もある。日本学術会議としての初めての主催は、国際純粋・応用物理学連合（IUPAP）に関連して1953年9月に京都大学で開催された「国際理論物理学会議」であった。
国際理論物理学会議の開催に際しユネスコやフォード財団からも援助を受け、ロックフェラー財団からの支援にあたってはアメリカ国立科学財団（NSF）のH・C・ケリー次長の尽力があった。開催は招待制ながら会場外で非公式の会が多く開催され、海外からの参加者にはリチャード・P・ファインマンもいた。一般からの寄付金には小学生からのものもあり、当時のマスコミも大きな関心を寄せた。開催後しばらくは、国外でも「Kyoto Conference」として知られたという。
永宮正治は「日本学術会議が国際会議を共同主催する意義は、開催を機に専門の中だけに閉じない総合的な科学分野への広がりの道を開く点にもある」と指摘しており、日本学術会議が日本物理学会やIUPAPと共同主催した「原子核物理学国際会議」（2007年開催）や、日本微生物学連盟と共同主催した国際微生物学連合会議（2011年開催）では、一般市民を対象とする公開講座を催したり、関連分野から多様な講演者を招聘したりするなどの取り組みがなされた。
2007年の「原子核物理学国際会議」の開会式において、明仁天皇は湯川秀樹や仁科芳雄らのエピソードを交えつつ核兵器の悲劇に触れたうえで、原子核物理学が平和と幸福に資することを願うと挨拶した。このおことばは内外の研究者らの琴線に触れ、国内外で多くの反響を呼んだ。
また、2011年の「国際微生物連合会議」では明仁天皇が記念式典と記念懇談会に出席し、国内外の著名人が集まった。これについて、同会議の国内組織委員長を務めた冨田房男は、微生物学分野を日本が重視していることを示すものであったと述懐している。しかし、会場は厳戒態勢が敷かれることになった。

### 代表派遣事業
「世界の学会との連携、国際的な学術動向の把握、研究の連絡、情報・資料の収集・交換など」を目的とした事業。派遣されるのは日本学術会議会員に加え、以前は研究連絡委員会委員も対象であった。1950年4月「学術関係国際会議への代表派遣に関する内規」が制定され、1964年には「国際会議代表派遣要領」として改訂されている。国際学術機関の国際会議などに参加しており、1993年の時点では年間約70名を派遣していたという。なお、初めて日本学術会議の代表として渡欧したのは第1期副会長を務めた仁科芳雄で、1949年9月の国際学術連合会議（ICSU、後の国際科学会議、国際学術会議）に出席した。

### 二国間学術交流

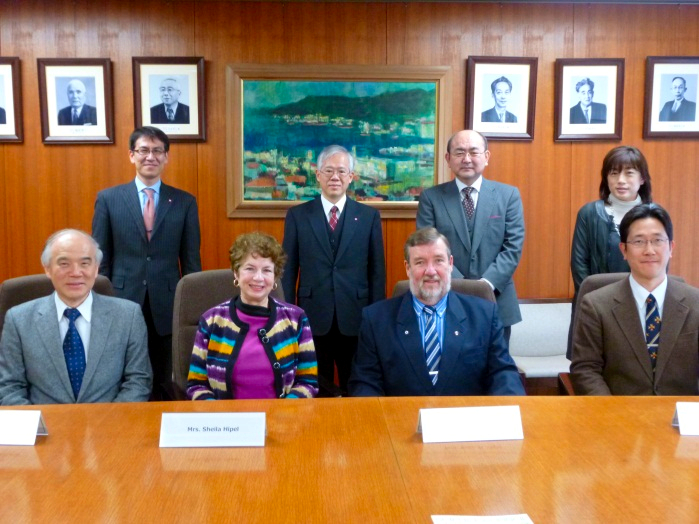
カナダ王立協会科学アカデミー会長キース・ヒッペル（前列右から2人目）らの表敬を受ける日本学術会議会長大西隆（前列左端）（2014年2月25日）

1983年から始まったもので、日本学術会議会員による代表団を派遣している。当初は年に2か国で、1983年度はアメリカ、マレーシア、1984年度はスウェーデン、タイ王国、1985年度はフランス、大韓民国と展開していった。1985年には7名の代表団を送っており、科学技術政策や教育、学術研究の問題点について調査、議論していた。
2009年にバングラデシュ科学アカデミーと、2012年にブルガリア科学アカデミーと、2013年にイスラエル科学・人文アカデミーと、2014年に韓国行政研究院・韓国科学技術アカデミーと、2015年に中国科学技術協会との協定・協力覚書実施していった。2020年現在は各国のアカデミーと公開シンポジウムやワークショップも開催している。
特にカナダとは2005年から「日本・カナダ女性研究者交流事業」を開始している。これは2004年当時の会長・黒川清が、2004年の日本とカナダの外交開始75周年を記念する事業をカナダ大使館から打診されたことが契機に始まった。女性研究者の交流事業が中心になったのはカナダの女性進出が進んでおり日本は遅れていたためで、お茶の水女子大学に実働が要請され、室伏きみ子が推進した。2010-2012年度は体制見直しのため休止されたものの、日本学術振興会とカナダ王立協会の共同主催で継続されている。

### その他の国際活動

#### ソ連・中国学術視察団
仁科芳雄は1950年の3月に日本学術会議代表として渡米。仁科は「国をこえて科学者が協調して軍事研究を拒否すること」を志向し、米ソの科学者を日本が橋渡しすることを願っていた。仁科は滞米時にソビエト連邦（ソ連）の研究者との接点を探ったが、当時はなす術がなかった（仁科は翌1951年1月に死去）。
その後、日本学術会議は1952年に「ソビエト連邦および中華人民共和国と学術交流の途を開くことについて」という要望を政府に提出。1955年の5月7日から6月25日にかけて、第4期会長を務めた茅誠司を代表とする学術視察団がソ連と中華人民共和国を訪問。同年秋には中国科学院から、院長の郭沫若を代表とする科学視察団が来日した。翌1956年には学術視察団の報告書が発行されている（日本学術会議 1956）。

#### Gサイエンス学術会議

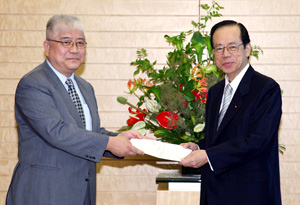
北海道洞爺湖サミットに向け、内閣総理大臣福田康夫（右）に「G8サミットに向けた共同声明」を手渡す日本学術会議会長金澤一郎（左）（2008年6月10日）

G7・G8サミットに合わせて、サミットに参加する国と関連国のアカデミーと共同で、Gサイエンス学術会議を開催している。G8時代はロシアも参加しており、2008年における関連国はブラジル、中華人民共和国、インド、メキシコ、南アフリカ共和国であった。まとめられた共同声明は、会長から内閣総理大臣に手渡されている。2016年の会議では「将来の科学者育成」も取り上げられ、2019年には日本学術会議の若手アカデミーから2名がGサイエンス学術会議に出席している。

#### アジア学術会議
1993年から1999年まで、日本がホストとしてアジアの10か国から科学者の代表を集めたアジア学術会議「The Asian Conference on Scientific Cooperation（ACSC）」というフォーラムを開催していた。フォーラム開催には日本学術会議の予算から約2000万円を使用しており、将来的には各国で分担金を持ち寄る形式に移行することが課題になっていた。
2001年にはアジア学術会議「The Scicence Council of Asia（SCA）」となり、開催場所もバンコク（2001年）、クアラルンプール（2002年）、バリ（2003年）、ソウル（2004年）と持ち回りになった。参加国は2004年にモンゴルが加わり、2015年には16か国、2020年現在は18か国が参加している。なお、2014年には台湾の中央研究院（アカデミア・シニカ）も正式加盟した。アジア学術会議は日本学術会議に事務局が置かれており、当初は日本学術会議会長が事務局長を兼任していた。なお、会長は会議の開催国から出すことになっている。

#### IGBP計画

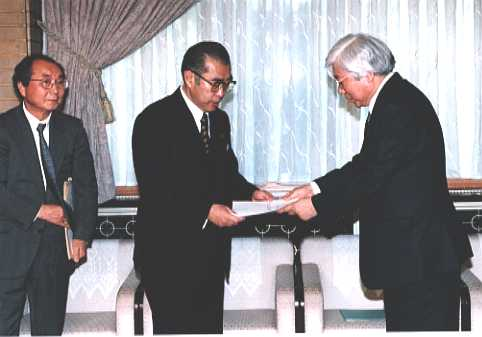
内閣総理大臣小渕恵三（中央）に勧告を手渡す日本学術会議会長吉川弘之（右）と日本学術会議IGBP専門委員会委員長榧根勇（左）（1999年4月12日）

1986年、国際科学会議（ICSU）が「地球圏・生物圏国際協同研究計画」（International Geosphere-Biosphere Programme、IGBP計画）を制定する。日本学術会議は日本もこれに参加するため、1990年4月に「地球圏-生物圏国際協同研究計画（IGBP）の実施について」を政府へ勧告し、文部省はこれを受けて 「大学等における地球圏―生物圏国際協同研究計画（IGBP）の推進について」を建議した。IGBP計画は「地球の変化を、地球圏と生物圏の相互作用に重点をおいて解明することをめざした研究計画」であり、2000年以降も延長されることになったため、日本学術会議は1999年4月に「地球圏-生物圏国際協同研究計画（IGBP）の促進について」を勧告している。

### 予算規模
1993 - 1995年度における内訳は以下の通りで、2020年の時点でも国際関係の活動として総額2億円を計上している。なお、上述のように「アジア学術会議」は1993年から1999年まではフォーラムとして日本学術会議により開催されていた。また、2000年の時点では国際会議に対して年間8件を対象とし、1件あたり500万円から1000万円を援助していたという。
|                            | 1993年度       | 1994年度       | 1995年度       |
| -------------------------- | -------------- | -------------- | -------------- |
| 総額（国際学術交流関係費） | 2億2125万4千円 | 2億2664万6千円 | 2億0875万0千円 |
| 国際分担金                 | 0億7472万2千円 | 0億6745万0千円 | 0億6952万5千円 |
| 国際会議国内開催           | 0億7354万3千円 | 0億8617万2千円 | 0億6621万1千円 |
| 代表派遣                   | 0億4400万6千円 | 0億4400万6千円 | 0億4400万6千円 |
| 二国間交流                 | 0億0682万3千円 | 0億0682万3千円 | 0億0682万3千円 |
| アジア学術会議の開催       | 0億2216万0千円 | 0億2219万5千円 | 0億2220万5千円 |

## 国内活動

### 政府への勧告・答申・提言など

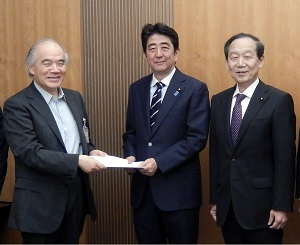
内閣総理大臣安倍晋三（中央）と内閣府特命担当大臣（科学技術政策担当）山口俊一（右）に声明を手渡す日本学術会議会長大西隆（左）（2015年5月7日）

日本学術会議は政府に対する勧告や答申、外部に対して見解、声明、談話などの公表を行っており、
- 勧告 - 「科学的な事柄について、政府に対して実現を強く勧めるもの」[14]
- 要望 - 「科学的な事柄について、政府及び関係機関等に実現を望む意思表示をするもの」[14]
- 声明 - 「科学的な事柄について、その目的を遂行するために特に必要と考える事項について、意思等を発表するもの」[14]
- 答申 - 「専門科学者の検討を要する事柄についての政府からの問いかけに対する回答」[14]
- 提言 - 「科学的な事柄について、部、委員会又は分科会が実現を望む意見等を発表するもの」[14]
- インパクトレポート - 「提言」のフォローアップのため、提言が与えた社会的影響を調査したもの[177]
- 会長談話 - 「緊急な課題等について、日本学術会議会長から発する談話」[14]

といったものがある。なお、外部への提案書には英語版や中国語版を出す場合がある。

### 対政府活動の実績と推移、他機関の影響

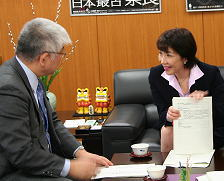
内閣府特命担当大臣（イノベーション担当）山本早苗（右）に報告を手渡す日本学術会議会長金澤一郎（左）（2007年1月25日）

日本学術会議は政府への勧告により、東京大学附置原子核研究所など多くの共同利用研究所の設立を実現させた。また、1954年には「原子力研究と利用に関し公開、民主、自主の原則を要求する声明」（原子力研究三原則）を提言。1955年には、1957年に南極学術探検隊を派遣する会長談を公表し、政府にも提言。設営や派遣員の人選などを日本学術会議「南極特別委員会」で推進した。
当初は日本学術会議と政府の間を科学技術行政協議会（STAC）が取り持ち、提言を行政に反映させていた。しかし科学技術庁ができてSTACが同庁の科学技術審議会と衣替えし、さらに科学技術会議が発足していくと、「学術会議の提言等を実施に移す専用のルートが実質的になくなり担当する省庁の判断に任せられることとなった」と言われている。また、2005年の改革では総合科学技術会議と提言する内容に重複がないように棲み分けが図られた。
第1期から第16期までの実績を以下の表に示す。ただし、会長談話は第14期から、対外報告は第13期から始まったものである。
|                         | 政府勧告               | 政府への要望             | 公表された見解、声明   | 会長談話 | 対外報告 |
| ----------------------- | ---------------------- | ------------------------ | ---------------------- | -------- | -------- |
| 第1-12期（1949-1985年） | 平均20件 （通算240件） | 平均28.4件 （通算341件） | 平均7.5件 （通算90件） | —        | —        |
| 第13期（1985-1988年）   | 5件                    | 3件                      | 2件                    | —        | 16件     |
| 第14期（1988-1991年）   | 5件                    | 1件                      | 1件                    | 3件      | 16件     |
| 第15期（1991-1994年）   | 1件                    | 4件                      | 2件                    | 7件      | 61件     |
| 第16期（1994-1997年）   | 1件                    | 1件                      | 0件                    | 2件      | 12件     |

2020年10月には、2010年8月を最後に勧告が行われていないことが問題視された。なお、上記表に「提言」は含まれない。日本学術会議における「提言」とは、「科学的な事柄について、部、委員会又は分科会が実現を望む意見等を発表するもの」を指し、2008年以降「提言」は321件行われている。ただし、提言については政府の担当者にメールで送るだけという批判もある。なお「勧告」は政府がそれを受けると必ず何らかの対処をする必要があり、日本学術会議会長経験者の大西隆は2020年の取材で、一方的で「強い性格を帯びる」勧告は昔より使われなくなったと答えている。

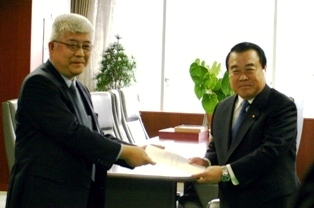
国土交通大臣冬柴鐵三（右）に答申を手渡す日本学術会議会長金澤一郎（左）（2007年5月30日）

また、政府から受けた諮問に対して答申を返しており、その内訳は第1期22件、第2期15件、第3期13件、第4期9件、第5期7件という実績であった。ちなみに日本学術会議が第5期であった1960年（昭和35年）に、科学技術会議が第1号の政府答申を行っている。2005年の改革では総合科学技術会議と棲み分けられ、総合科学技術会議と日本学術会議は「車の両輪」と言われるようになったが、東京大学名誉教授の生駒俊明は「現実にはそうなっていない」と懸念していた。
2007年以降は政府からの諮問がなくなり、2020年10月現在まで答申は出ていない。しかし、2007年以降も政府や官庁から「審議依頼」を受けた上で審議し、報告をまとめているケースが2020年10月現在10件ある。中央教育審議会の答申により大学教育改革の論議が起こった際には、2008年に文部科学省の依頼を契機に「大学教育の分野別質保証のあり方検討委員会」を設置。2010年には「大学教育の分野別質保証の在り方について」を回答し、その後も関連学協会とともに「分野別の教育課程編成上の参照基準」に取り組んでいった。
なお、1962年3月7日には、当時通商産業大臣であった愛知揆一が当時上野にあった日本学術会議を訪問。「学者たちが研究費に困っていると聞いて、じかに話を聞こう」と愛知自ら赴いたもので、朝永振一郎、湯川秀樹、坂田昌一、後藤以紀、茅誠司らの声に耳を傾けた。朝永は加速器などの機械の問題や基礎研究の概念の変化について解説し、湯川は境界領域の研究の重要性とそれへの研究費・財政制度の未対応を、坂田は国際協力を進める上での問題点を訴えた。また、後藤は「“特別研究費”もさることながら、“経常研究費”の割合を増やさないと創造的な研究はできない。自由な研究が、学問発展のもと」と訴え、茅も講座研究費を戦前なみにすべきと要望した。

### 科研費に関する権限
学術研究会議は科学研究費の配分を行う権限を有していた。かつては日本学術会議（以下、学術会議）も研究費に関する諮問に対して答申をする役割があり、「科学研究費（科研費）」や「科学試験研究費」の予算配分を決めていた。また、2005年の改革前まで日本学術振興会に対して科研費の審査員も推薦していた。
文部省で1967年に学術審議会が新設され、1968年度からの審査方法や審査委員の選出方法を変更した際、学術会議は文部省と対立。文部省は「学術会議が定数よりも多い候補者を推薦し、文部省がその中から選んで任命する」案で、学術会議側は「（学術会議が推薦した候補者を）文部省は選別しないでそのまま任命する」案を要求したが、学術会議はその年の委員推薦を事実上拒否した（詳細は「§科研費審査委員の推薦拒否」を参照）。
1969年の科研費配分では試験的な計算式が導入されたといい、第1部と第7部の分科が細分化されていることに伴う審査員のアンバランスを是正するため、研究費委員会はアンケートを取った末に「科学研究費配分にかかる分科・細目・配分委員数に関する試案」を制定した。2000年からは学協会を通じて学術会議は審査員の推薦をするようになり、2005年の改革で学術会議は推薦権を失った。

### 主な提言・勧告や影響

#### 原子力研究三原則
1949年9月にソビエト連邦が原子爆弾の開発に成功したと報道されると、仁科芳雄と荒勝文策は同年10月の総会において、原子力は平和利用に限り武器として使わないことを意図した「原子力に対する有効なる国際管理の確立要請」という声明を提案する。日本が占領されていた日本学術会議の創立時には原子力研究は禁止されていた。1951年にサンフランシスコ講和条約が締結され、翌1952年に占領状態が解かれることになると、日本学術会議の第四部会や運営審議会で原子力の平和利用研究について議論が開始される。
1952年10月の第13回総会には茅誠司と伏見康治による「茅・伏見提案」が提出されるが、これは被爆者である広島大学の三村剛昂らの大反対に会う。三村の主張は米ソ対立が解けて世界中が平和利用に使うことが確定するまでは原子力研究を控えるべきというもので、研究者間のコンセンサスが取れないまま政府へ提言することは控えるべきという意見が多かった。茅・伏見提案は取り下げられるものの、これを契機に日本学術会議内に原子力問題に対応するための「三九委員会」が設けられる。また、原子核特別委員会でも議論が進められた。
1953年、渡米時にアイゼンハワー大統領の原子力政策を知った中曽根康弘は、日本の原子力について嵯峨根遼吉に助言を乞い、帰国後に原子力予算を検討する。改進党ら3党により提案された原子力予算は日本学術会議に衝撃を与える。このとき、中曽根が「学術会議が原子力について何も動こうとしないから、科学者の横っ面を札束でなぐってやった」と語ったという逸話があるが、中曽根によると抗議に赴いた茅誠司に対して稲葉修が放った言葉だという。その後、伏見は「原子力憲章」草案も起草する。なお、この間の1954年3月にビキニ環礁の水爆実験によって第五福竜丸が被爆したことが明らかとなっている。
1954年4月に「原子力研究と利用に関し公開、民主、自主の原則を要求する声明」（原子力研究三原則）がまとめられる。なお、「原子力研究三原則」は「原子力三原則」や「原子力平和利用3原則」、「学術会議の原子力三原則」とも呼ばれ。藤本陽一によると「公開、民主、自主」の原型は武谷三男の1951年『改造』の論文にあるといい、提言にあたっては向坊隆や藤岡由夫も貢献したという。この三原則は、1955年の原子力基本法に反映されている。

#### 南極学術探検隊への貢献
1955年9月26日、国際地球観測年の一環として1957年（昭和32年）に南極学術探検隊を派遣することについて会長談を公表し、同月29日には政府へ提言を行った。11月には探検隊派遣が閣議決定され、設営や派遣員の人選などを日本学術会議「南極特別委員会」で推進することとなる。なお、本件の南極探検にあたり、朝日新聞社も企画、資金支援、写真電送などで大きな役割を果たした。

#### 共同利用研究所設立勧告
1955年には日本学術会議の勧告で東京大学に附置原子核研究所が設立される。さらに東京大学応用微生物研究所、東京大学物性研究所、大阪大学蛋白質研究所など多くの共同利用研究所の設立を勧告により実現させた。なお1953年に京都大学基礎物理学研究所が設立されているが、これは京都大学と日本学術会議が湯川秀樹のノーベル物理学賞受賞の記念事業として設置させた、湯川記念館が前身である。
一方、実験地学研究所（のちに固体地球科学研究所）構想は難航した。1963年、実験地学研究所設立問題をめぐってシンポジウムが開催される。その後1965年（昭和40年）の第44回総会で「固体地球科学研究所」として採択され、12月に政府に勧告される。その後名古屋大学の附置研究所となること、豊川市に用地を確保するなど具体化して概算要求を重ねていったが、計画はなかなか認められなかった。
立命館大学教授の大瀧仁志は2001年の電気化学会の会誌に、「勧告された研究所を全部設立させると、当時の国家総予算を上回る経費が必要」になるような「到底良識のある『学者の国会』と呼ばれるには相応しくない、無節操な政策」が提案されたとし、「政府当局の顰蹙をかったことは事実のようである」と記しており、文部省の原現吉はいつの間にか消えてしまった研究所案も多かったと指摘している。

#### 学術の大型研究計画に関するマスタープラン
日本学術会議は課題別委員会として「学術の大型研究計画検討分科会」を設けており、2010年から「学術の大型研究計画に関するマスタープラン」が始めている。5年から10年、もしくはそれ以上の長期に渡る総額数十億円以上の研究計画を選定するもので、マスタープラン2017では「計画の学術的価値」「科学者コミュニティの合意」「実施主体や計画の妥当性」「社会的価値」「大型研究計画としての適否」などの選定基準があげられている。ただし、マスタープランに選定されたからといって具体的な計画が進んだり予算が付くわけではなく、各省庁や民間団体が支援する際の判断材料となる。マスタープランで認定されるものには「重点大型研究計画」と「大型研究計画」があり、前者「速やかな推進が望ましい」とされ、後者は「学術的な意義を重視する」とされる。
2010年に「学術の大型施設計画・大規模研究計画 ー企画・推進策の在り方とマスタープラン策定についてー」が提言として報告されたが、「学会コミュニティの意見が必ずしも十分反映されていない」と批判を受け、翌2011年にマスタープラン2011が再度まとめられる。その後は3年おきに、2014、2017、2020と続いている。なお、2014と2017における採択件数は以下の通り。
- マスタープラン2014 - 重点大型研究計画27件、大型研究計画207件[45]
- マスタープラン2017 - 重点大型研究計画28件、大型研究計画179件[111]

### 連携・コミュニケーション

#### 地区活動・地方学術会議
研究者による直接選挙だった時代には地方区の枠があり、そのため選挙制度が改訂される第12期までは「地方区会議」が設置されていた。その後「地区会議」に衣替えし、地域と日本学術会議を結ぶ窓口として機能する。特に近畿地区は第15期に「学術文化懇談会」を設け、近畿地区会議と近畿の府県をつなぐ役割を果たした。また、2018年から「地方学術会議」が開催されるようになり、その第1回目は京都で「日本学術会議in京都」として開催されている。

#### 若手アカデミー

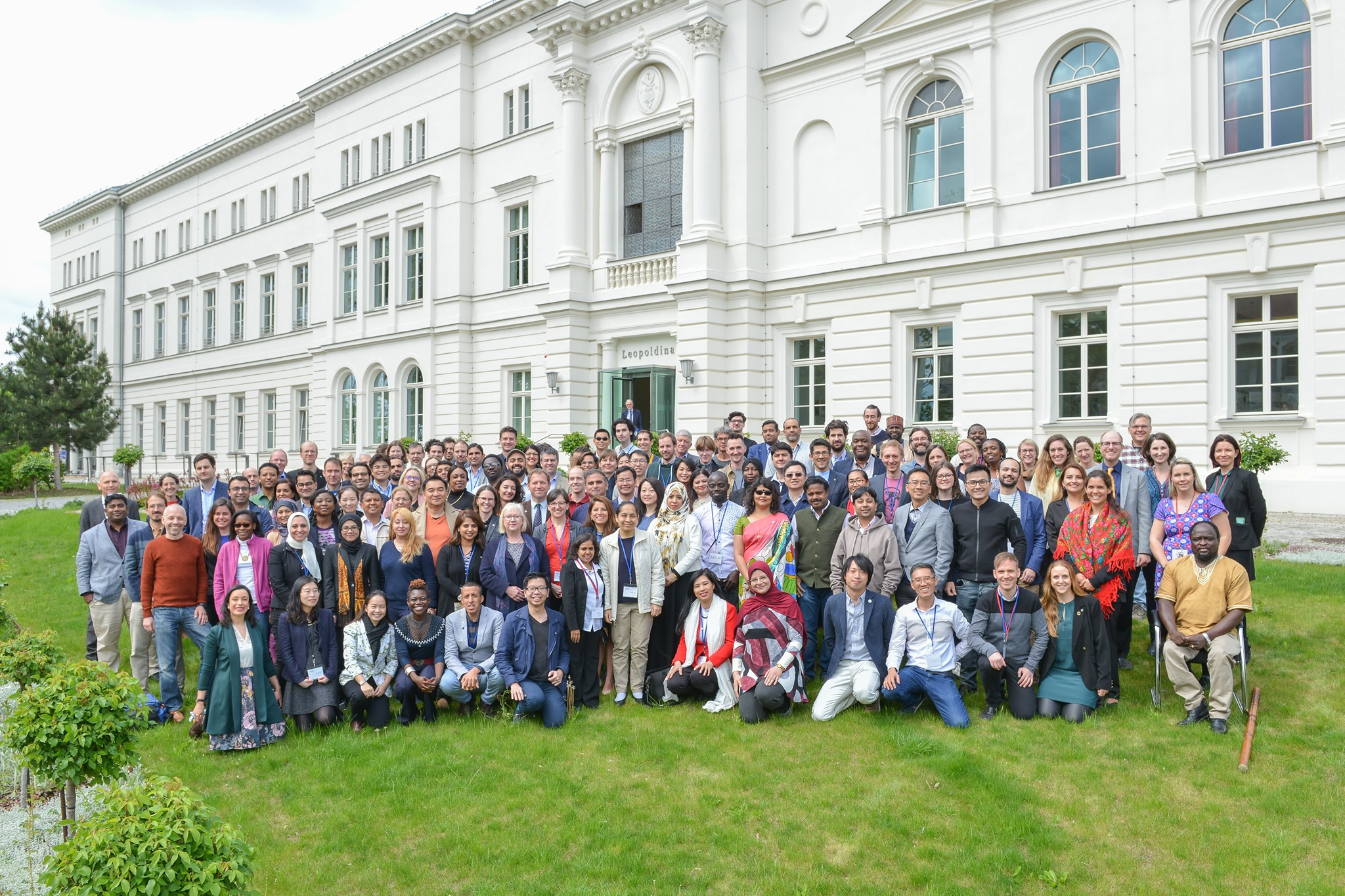
グローバル・ヤング・アカデミー（GYA）創立10周年記念総会（2019年、ドイツの国立科学アカデミー・レオポルディーナで開催）。第1回総会には、日本学術会議の若手アカデミー委員会メンバーが参加している。

2000年にドイツで若手アカデミー (ドイツ)が発足しており、日本学術会議でも2009年6月に「若手アカデミー委員会」が活動を開始する。さらに翌2010年には実働部隊として「若手アカデミー活動検討分科会」も設置され、同年に開催されたグローバル・ヤング・アカデミー（GYA）に代表を送り込む。なお、GYAは2019年時点で83の国から200名の若手研究者が集まって構成され、5年任期で約40名が毎年改選される。日本は設立時には4名の会員を送り込み、その後も執行委員会委員や個別活動のリーダーを排出した。
東日本大震災後の2011年3月下旬に開催された第1回GYA総会では、駒井章治が「被災若手科学者支援プロジェクト」を提案した。同年、若手アカデミー委員会は各学協会に連携を呼びかけ、2014年4月の時点で85団体が参加している。第23期には常設の組織として「若手アカデミー」（Young Academy of Japan、略称YAJ）が設置され、「若手科学者ネットワーク分科会」や「若手による学術の未来検討分科会」「国際分科会」などが活動している。
2016年には第1回若手科学者サミットを開催。若手アカデミー世界大会にも代表を送り込み、2013年から始まったアジア若手科学者会議は日本が主催している。2019年には日本学術会議の若手アカデミーから2名がGサイエンス学術会議の会合に参加。科学技術と人類の未来に関する国際フォーラム（STSフォーラム）にも代表者が出席し、世界科学フォーラムや筑波会議では独自のセッションを企画している。
日本学術会議の委員会では45歳以下を若手としているが、関連各学協会の若手研究者組織では年齢基準はまちまちで、50歳代の幹事がいる場合もある。他の国ではシニアのアカデミーと若手アカデミーが独立した組織になっていたり、シニアと若手で構成員の条件が違っており、多くの国では40歳以下を若手としている。また、ドイツの若手アカデミーでは選出時点で学位取得後7年以内という条件がある。

## 刊行物

### 月刊誌・ニュース
日本学術会議は創立当初から毎月、会員に対して
- 『日本学術会議月報』第1巻第1号、1951年1月 - 第5巻第6号、1955年6月、NCID AN00410327。
- 『JSCニュース』[228]
- 『日本学術ニュース』第1巻第1号、1957年3月 - 第4巻第3号、1960年3月、NCID AN00410316
- 『日本学術会議月報』第1巻第1号、1960年4月 - 第37巻第3号、1996年3月、NCID AN00343434

といった会報を配布していた。これらは日本学術会議事務局、および同広報委員会によるもので、日本学術会議の予算で賄われていた。また、1951年の時点で発行していた月報、総会記録、運営審議会記録は、学会や各種研究機関を通して周知し、会員外にも年額500円で販売していた。
なお、日本学術会議が総会100回を迎えた1986年から、各種学会の機関紙に日本学術会議広報委員会文責の「日本学術会議だより」を掲載するようになる。ただし、会報として日本学術会議だよりの抜粋を記すだけの学会もあり、1995年時点では日本学術協力財団の文責になっている。また、これとは別に日本学術会議会員が所属学会誌に「日本学術会議だより」や「学術会議だより」として記事を記すこともある。
外部への広報を強化するため、月報は1996年（平成8年）に
- 『学術の動向』NCID AN10527590

としてリニューアルされた。これは日本学術協力財団から発行されており、購読者から購読料を取る形式に変更になっている。2009年（平成21年）12月21日には、J-STAGEでの公開も始まった。

### 書籍・年史
日本学術会議の編集により
- 日本學術會議編『學問・思想の自由のために』北隆館、1950年4月、NCID BN09576021[注 17]。
- 日本学術会議編『全国研究機関総覧 昭和34年版』日本学術振興会発行、丸善発売、1959年12月、NCID BA37064401。

が出版されており、さらに日本学術会議の講演会を基にして日本学術協力財団から
- 〈日学双書〉NCID BN00933403。
- 〈日本学術叢書〉NCID BA74102984。

といったシリーズが刊行されている。
なお、
- 日本学術会議 編『日本学術会議25年史』日本学術会議、1974年3月、NCID BN03405773。
  - 日本学術会議25年史普及版編集委員会編『日本学術会議25年史』学術資料頒布会、1977年7月、NCID BA31737157、NCID BA73333212。
- 日本学術会議 編『日本学術会議50年史』日本学術会議、1999年3月、NCID BA41012707。
  - 日本学術会議 編『日本学術会議50年史』日本学術協力財団、1999年3月、NCID BA48014937。

といった25年史、50年史に加え、途中で
- 日本学術会議編『日本学術会議続十年史 ─第10期～第12期(1975-1985)─』日本学術会議、1985年11月、NCID BN00675556。

が編纂されている。
また、2020年9月には
- 「未来からの問い」検討委員会、内閣府日本学術会議事務局 編『未来からの問い ― 日本学術会議100年を構想する ―』日経印刷、2020年9月、ISBN 9784865792348。

が出版されており、これは日本学術会議のホームページでも閲覧できる（「§外部リンク」を参照）。

### 資料・報告書
日本学術会議は学術研究会議の時代から引き続き、
- 『Japanese journal of mathematics : transactions and abstracts（日本数學輯報 原著及抄録）』1925-1974年、NCID AA00690968。
- 『Japanese journal of botany : transactions and abstracts（日本植物學輯報 原著及抄録）』1922-1975年、NCID AA00690833。
- 『Japanese journal of zoology : transactions and abstracts（日本動物學輯報 原著及抄録）』1922-1974年、NCID AA00249591。
- 『Japanese journal of geology and geography : transactions and abstracts（日本地質學地理學輯報 原著及抄録）』1922-1975年、NCID AA00239587。

を編纂しており、その後も
- 『Report of ionosphere research in Japan』1950-1958年、NCID AA00809958。
- 『日本農学進歩年報』1954-1980年、NCID BN01598891、NCID AN00196103。
- 『農学進歩年報』1981-1986年、NCID AN00314174、

や『現行医学研究題目集』（NCID AN00077046）、『Recent trends of geographical study in Japan』（1980年Reprint、NCID BA38050796）といったものを編集していた。また、日本植物学会とはカール・ツンベルクに関する『ツュンベリー研究資料』（1953年3月、NCID BN02655695）を共同編纂していた。
なお、日本学術会議からは、
- 日本学術会議福井地震調査研究特別委員会編『昭和23年福井地震調査研究速報』日本学術会議福井地震調査研究特別委員会、1949年、NCID BN0211919X。
- 日本学術会議編『ソ連・中国学術視察報告』日本学術振興会、1956年、NCID BN09673265。
- 日本学術会議原子爆彈災害調査報告書刊行委員会編『原子爆彈災害調査報告集（第1分冊、第2分冊）』日本学術振興会、1953年、NCID BN06150464。
- 日本学術会議編『原子力シンポジウム報文集』原子力シンポジウム報文集刊行委員会、1957年、NCID BN07492598。

という調査報告が発行された。また、日本学術会議の編集で、大蔵省印刷局により
- 『基礎科学白書』1959-1962年、NCID AN10122216。
- 『科学者生活白書』1959年10月、NCID BN06798402。
- 『全国研究機関総覧』1964-1974年、NCID BN04119055、NCID AN10251412（当初は日本学術振興会発行[238]）。
- 『全国学協会総覧』1966-1981年、NCID AN10153129。
- 『国際学術団体要覧』1965年版、1971年版、NCID BN02962945。
- 『1970年代以降の科学・技術について』1972年、NCID BN04923263。

も発行されている。

## 沿革

### 設立までの前史
第二次世界大戦後の1946年3月、学術研究会議の部長会が帝国学士院、学術研究会議、日本学術振興会の3団体の再編を建議する。これにより文部省は「改組準備委員会」を組織し、3団体の再編を検討していく。一方でアメリカの物理学者で連合国軍最高司令官総司令部（GHQ）経済科学局科学技術課次長のH・C・ケリー博士は堀内寿郎に接触し、田宮博、茅誠司、嵯峨根遼吉らを加えて同年6月に「科学渉外連絡会（Japanese Association for Scientific Liaison：SL）を組織していた。科学渉外連絡会のメンバーは最終的に55名となり、顧問には亀山直人や仁科芳雄が名を連ねた。
同年9月28日、ケリーが3団体（学士院、学術研究会議、日本学術振興会）、文部省、科学渉外連絡会の代表を招き、学術体制刷新に対する具体案をそれぞれ提出するように指示する。同年10月には3団体は新学士院の構想を具体化していき、科学渉外連絡会は同年11月21日に「科学技術新体制案」を公表する。同年11月27日に再度ケリーが各団体の代表を集め、3団体の活動は学界の一部の動きであるため、今後は科学渉外連絡会が主導するよう要請。12月23日には改組準備委員会は自ら解散した。その後、文部省科学教育局長が世話役となって「学術研究体制世話人会」が組織され、世話人会の人数は最終的に44名となる。
1947年7月、ケリーの要請によりアメリカの米国科学アカデミーから学術諮問団が来日し、1か月の視察をもとにGHQに「日本における科学と技術の再組織」という報告書を勧告する。同年8月には「学術体制刷新委員会」が組織される。108人の委員は「法文理経理工医」7部門15名ずつ、総合部門3名という構成で、委員長は兼重寛九郎が務めた。日本側には主にケリーを介して諮問団の報告が伝えられ、改革方針に影響を与えた。刷新委員会の議論では学士院に権限を持たさないことは一致していたが、民主主義科学者協会（民科）の案、人文科学有志案、科学渉外連絡会（SL）の案が対立した。刷新委員会は1948年4月に審議結果を政府に報告。日本学術会議法要綱と科学技術行政協議会要綱はほぼそのまま法律化された。
世話人会、刷新委員会ともに科学渉外連絡会のメンバーが中心となり、当時40歳台であった田宮、茅、嵯峨根が活動の中核を担っていた。研究者の直接選挙による会員推薦方式は茅と嵯峨根が強く主張しており、2人は刷新委員会に設けられた政府・占領軍と折衝する渉外委員会4名の中にも加わっていた。科学渉外連絡会が現役研究者を中心としていたのに対し、学士院は世間一般からも「養老院化、権威の空洞化、無力、秘密主義、独善」と厳しい批判を浴び、改革により権力を失って栄誉機関に留まることとなった。なお、諮問団の勧告では民主的に選出される諮問機関は非政府組織とし、諮問機関の審議を行政に移すための行政委員会を政府に設けよとなっていた。

### 政府との対立

#### 科研費審査委員の推薦拒否
文部省で1967年に学術審議会（当時は茅誠司が会長）が新設された頃、1968年度から科研費の審査方法や審査委員の選出方法を変更することになっていた。審査委員の選出方法について学術会議は文部省と対立。文部省は「学術会議が定数よりも多い候補者を推薦し、文部省がその中から選んで任命する」案を提示したが、学術会議側は「（学術会議が推薦した候補者を）文部省は選別しないでそのまま任命する」修正案を要求した。学術審議会の茅会長は仲裁のため学術会議側の案に近い茅提案を出すが、学術会議は応じなかった。
当該年度から科研費が大幅に増額されたため（前年度の約41億円から約50億円へ増額）、文部省側にはその審査を急ぎたい事情があったが、学術会議は「新方式は学術会議のフィロソフィにかかわる重大な変更であり、十分な検討を要する以上、本年度の審査委員推薦には応じられない」と回答した。当初、学術会議の研究費委員会は新方式に好意的であったため、文部省側で科研費特別委員会主査として折衝していた元東京大学物性研究所 所長の武藤俊之助は、「あれは背信行為」と後々まで語っていた。
なお、学術会議側には「学問研究の官僚統制、個々の研究者の政治支配を可能にする、と疑われても仕方のない改訂」という認識があった。一方で、文部省の原現吉は1982年の著書で、学術会議では茅提案を受け入れる意見が大勢であったが少数意見がそれを覆したことを指摘し、学術会議の一部の勢力は問題を大きくして文部省に責任を負わせ、科研費の審査権限を文部省から取り上げようとする謀略を持っていたのではないかと推測している。
1968年4月には、学術会議会員と学協会代表が懇談する「科学研究費補助金に関する懇談会」を開催し、会長の朝永振一郎が状況を説明。そこでも学術会議側の対応が支持された。結果的に学術会議は同年度の委員推薦を「事実上拒否した形」になり、文部省側が審査委員の選定にあたることになった。実質的には学術審議会と各種学協会が選定を担ったが、協力を拒否した学協会もあった。また、後に科研費が採択されても新方式に反対だからと科研費を辞退した研究者の事例も3件あったという。
なお、本件は各種新聞でも大きく報道され、全体的に旧方式に関しては否定的な論調であった。学術会議と文部省の対立については、「学問の自由を侵される」という見解を載せる新聞もある一方で、1968年3月29日付の『朝日新聞』の社説は、学術会議は自己反省や謙虚さに欠け「国民大衆を忘れ」ていると指摘し、会員の老害化により「一般研究者からも次第に遊離されつつある」とし、学術会議は国民の関心も失いつつあるという批判を掲載していた。

#### 軍事研究に関する声明
朝鮮戦争開戦の2か月前、1950年6月に「戦争を助長し、戦争に協力すると思われる研究には、今後絶対に従わない」という声明案が提案され、最終的に「戦争を目的とする科学の研究は絶対にこれを行わない」というタイトルで採択された。また、ベトナム戦争時の1965年、日本学術会議から国際科学会議（ICSU）に派遣されていた藤岡由夫は「資金源についての申し合わせ」を提案し、「ICSUとその傘下組織は、いかなる目的であっても、国家のいかなる軍事組織からも、資金を受け入れあるいは仲介してはならない」ことが確認されている。
1967年5月、日本物理学会主催、日本学術会議 後援により国際純粋・応用物理学連合傘下の半導体国際会議が京都で開催されたが、この会議におけるアメリカの参加者に対して米国陸軍極東研究開発局から資金供与があったことが明らかとなる。さらに極東研究開発局が1959年から19の日本の大学・研究所に対して、アメリカで研究されていない医学などの研究に総額で数百万ドルの資金を援助していたことも発覚する。当時会長であった朝永振一郎が参議院予算委員会に呼ばれる事態に発展し、朝永は記者会見で遺憾の意を表明。日本学術会議では運営審議会を経て、学問思想の自由委員会や学術交流委員会、長期研究計画委員会などの常置委員会で議論を重ね、5委員長の連名で声明を発表する。この声明は1950年とほぼ同じ内容であったが、表題は「軍事目的のための科学研究を行わない声明」となっていた。
近年の国際社会の動きではハイブリッド戦争やサイバー戦争と呼ばれる工作活動も見受けられるため、2015年に防衛省が制定した「安全保障技術研究推進制度」に対し、日本学術会議は防衛省や文部科学省と議論を進め、「安全保障と学術に関する検討委員会」を設置する。検討会では、日本学術会議会長で検討会委員の大西隆と、有識者として検討会に招かれた池内了の意見が対立。大西は攻撃のための研究は駄目だが自衛研究は良い、デュアルユースは区別できるとしたが、池内は攻撃と自衛の研究は区別できず、自衛のための研究も認められないと主張した。学問の自由が保障されるかという観点では、大西は研究成果が公開されるので問題ないとしたが、池内は防衛省職員が研究進捗の管理に関わることから「担保されるはずはない」とした。サイバー犯罪の大規模化がサイバー攻撃として「武力の行使」に近いものになるという懸念も示された。
2017年には「軍事的安全保障研究に関する声明」を発表し、報告『軍事的安全保障研究について』もまとめられた。声明には1950年と1967年の声明を継承するという文言が含まれ、「安全保障技術研究推進制度」で政府の人間である防衛省職員が進捗管理に関わることの懸念も表明した。また、報告では「自衛目的の技術と攻撃目的の技術との区別は困難な場合が多い」と明記された。日本学術会議の声明の影響で、防衛省の「安全保障技術研究推進制度」への応募が2015年度の58件から、2018年度18件、2020年度9件と減少したと報じられている。
2019年には日本天文学会の学会誌『天文月報』で議論を呼び、東京大学教授の戸谷友則は、1967年の声明の表題に戦争や平和ではなく「軍事目的」という言葉が入ってしまったことの影響や問題点を指摘するとともに、日本学術会議の影響力から「非民主的に選ばれたごく一部の研究者の団体が、全ての研究者に画一的な価値観を押しつけて、自由を縛ることが許されるだろうか」と問題提起した。国立大学協会会長の永田恭介（筑波大学学長）は2020年3月26日の記者会見で、GPSの過去の例、ウイルスに対するワクチン研究が生物化学兵器に転用される可能性を例に「デュアルユースは（線引きが）難しい」「自衛のためにする研究は、省庁がどこであれ正しいと思う」と日本学術会議が大学や研究者に事実上研究を禁止することに批判的な見解を述べた。
2020年10月の日本学術会議の見直し論議でも本声明が注目された。同月13日、内閣府特命担当大臣（科学技術政策担当）の井上信治は日本学術会議の意思を尊重すると述べながらも、戦後70年を踏まえた時代の変化に対応することを求め、「デュアルユースはどの分野でもあり得る」と強調した。2022年4月26日の参議院内閣委員会において、日本学術会議の三上明輝事務局長は2017年の声明について「デュアルユースに係る研究のような安全保障に資する研究を一律に禁止するという趣旨のものではございません」と発言。2022年7月に科学技術担当相へ提出した書類に「科学技術を（軍事への）潜在的な転用可能性をもって 峻別し、その扱いを一律に判断することは現実的ではない」と記されており、日本学術会議は事実上の容認を示している。

#### 政府による人事介入
第1期から会員を務めた伏見康治によると、科学技術行政協議会に出席する委員を日本学術会議（以下、学術会議）から推薦し、政府がその人物を委員として発令することになっていた。しかし、羽仁五郎と山田勝三郎については政府は発令を出さず、欠員を生じながら協議会が開催されていたという。
2014年（平成26年）、会員105名の推薦時に政府が理由説明を要望。会員任命はそのまま行われたが、最終選考に残った12名を加えた117名の名簿も政府に提出した。2016年（平成28年）、補充人事で官邸から事前説明を求められ、日本学術会議は優先順位を付けて候補を提示。しかし官邸から難色を示されため、日本学術会議は補充を断念した。これに伴い、翌2017年の会員推薦でも事前説明を実施した。当時は大西隆会長の時代であり、元外交官でジャーナリストの佐藤優は、大西会長が事前説明というルール変更を一旦受け入れたことの問題点を指摘した。
2020年（令和2年）10月1日、新会員の任命が行われたが、任命権者である菅義偉首相は理由を明かすことなく、学術会議が推薦した105人のうち6人が除外された。2004年に組織内部からの推薦を受けて会員に任命される制度となって以降、除外される措置は初めてであった。『しんぶん赤旗』のスクープが契機となり、学術会議の独立性や学問の自由が損なわれるとの批判が巻き起こる。2020年10月1日付で会長になった梶田隆章は翌2日、説明と6人の任命を求める要望書を同会議に提案し、同月3日に同会議は内閣府に送付している。
同月5日、菅義偉首相は記者会見を行い、(1)学術会議は政府機関であり会員は公務員、(2)（当時の中曽根康弘首相が拒否権はないと答弁した）1983年当時は学会推薦であったが、現在は個々の会員が推薦する形に変わっており会員が自分の後任を指名する事が可能、(3)学術会議は従来よりそのあり方について議論されており、総合的、俯瞰的な活動が求められているといった点から任命について法に基づき判断する必要がある、と釈明した。その後、2016年の補充人事で官邸が難色を示して補充を断念したこと、2017年の会員推薦時には事前説明を実施していたこと、6名に難色を示したのは杉田和博官房副長官であったことも明らかになる（詳細は「日本学術会議会員の任命問題」や「菅義偉内閣§日本学術会議会員の任命問題」を参照）。
90以上の学会が共同声明を出し、大学や市民団体も抗議声明を出した（その総数は10月末には600団体を超える）。また、ネイチャーなどの世界的学術雑誌も批判を行い、野党第一党である立憲民主党の枝野幸男代表なども「明確な違法行為」と非難した。一方で任命を拒否された大学教授の教え子に対する嫌がらせも発生したという。また、同年10月7日には自由民主党の下村博文・政務調査会長は政府へ提言し、日本学術会議の在り方自体を検討・議論し直す考えを示し、日本学術会議のあり方問題が議論されていく（詳細は「§2020年以降の見直し論議」を参照）。

#### 特定政治勢力の影響
学術研究刷新委員会の委員選出では関連学協会から推薦された選定人が委員を選挙で選んだが、総合部門では民主主義科学者協会など民主化団体から代表が選出されたと言われており、新日本出版社出版の『日本共産党の七十年（上）』でも学術会議設立に民主主義科学者協会が一定の役割を果たしたと記されている。1983年の法改正で会員選出は研究者の選挙から学会推薦方式に改められたが、この背景として学術会議の選挙で政治的偏向のある会員が選出されていると自由民主党の一部が批判していたという指摘がある。
1977年12月9日の『毎日新聞』には横山裕道記者の「冷遇されている学術会議を見限る学者が多い中で、冷遇されるそれでもやろうという人に共産党系といわれる人が多いだけだと思う」という言及があり、2004年の法改正に向けた議論の資料には「（第12期まで行われていた）科学者相互の互選という会員選出の方法に便乗して、一時期特定政治思想が日本学術会議に影響を与えるようになり、その結果としてわが国における科学の意義が、社会的に著しく低められてしまうという不幸な結果をまねいたのであった」との記述があったという。
学術会議の特殊法人化が議論される中で、2025年4月の学術会議総会で宇山智彦が「これまでとは違う人が入ってくる。右に立っている人が入ってくる状態を許していいのか」と発言。自由民主党の平沼正二郎は「一定の政治的考えを持つ人を排除していたとの疑念が生じる」と発言し、日本維新の会の三木圭恵は「イデオロギーによって会員を選別している実態を示している」「特定の政党や外部勢力が介入し、影響を及ぼすことはあってはならない」と問題視した。
宇山は自身のFacebookで「学術会議の法人化を中心的に唱えてきたのは、日本会議や統一教会とつながりのある政治家たちであり、その人々が自分たちと同じ政治的立場を持つ人を学術会議の会員にしようと考えていても全くおかしくない」と発信。内閣府特命担当相の坂井学は国会で「今までは右に立つ人が（学術会議の会員に）入っていなかったが、今後入ってくる認識を持っているからだと思う」と述べ、新しい選考方法について「幅広くダイバーシティーを確保するもので、いろいろな人が入ってくる。適切な選考方法だと評価されていることかと思う」との見解を示した。

### 組織構成の変革

#### 1983年の法改正

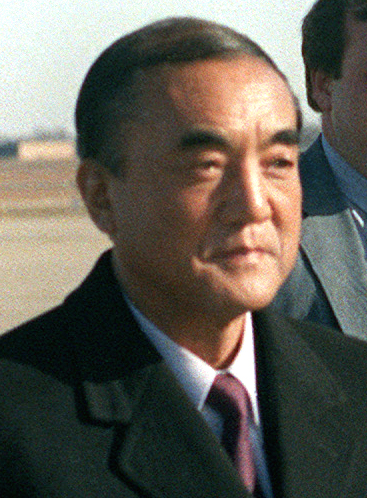
中曽根康弘（1983年）

1981年5月、総理府 総務長官の中山太郎が日本学術会議の「公選制に疑義あり」と発言する。同年10月の同会議総会において、当時の同会議会長の伏見康治は、「学術会議の性格を変えてはならない」「会員の選挙制を守る」と語り、「研究連絡委員会の役割の重要性」を強調した。当時副会長であった岡倉古志郎を委員長とする改革委員会を中心に「各部定員30名のうち20名を選挙で選び、残り10名を推薦制にする」という「改革要綱」がまとめられ、1982年10月の総会で決議。
「政府との交渉に入るにあたって三役の陣容一新が必要」として会長の伏見と副会長の岡倉、塚田裕三は辞任し、第12期途中で会長は久保亮五に交代。久保新会長は首相に「改革要綱」を提出するが、鈴木善幸政権時の1982年11月、総理府総務長官から「改革についての総務長官試案」を示される。1983年2月の総会、4月の臨時総会も経て久保会長は「改革要綱」に基づく折衝を続けるが、中曽根政権は同年4月に「日本学術会議法の一部を改正する法律案」を閣議決定。その内容は登録された科学者団体を基礎とする研究連絡委員会ごとの推薦制というものであり、学術会議の事前合意なしに国会へ提出された。これを受けた5月の総会で「職務遂行は困難」として久保は会長を辞任。塚田裕三が会長を引き継ぐことになる。
当時の中曽根康弘首相は、国会で「学会やらあるいは学術集団からの推薦に基づいて行われるので、政府が行うのは形式的任命にすぎません。したがって、実態は各学会なり学術集団が推薦権を握っているようなもので、政府の行為は形式的行為であるとお考えくだされば」と形式的任命であると答弁していた。11月の国会で改正法案は可決され、塚田会長は遺憾の意を示す声明を発表。塚田と副会長は「けじめをつけるため」に辞任したが、再任されている。
このように、第12期は一貫して政府の法改正に反対の立場を取った。1980年初頭の頃から「コ・オプテーション方式は政府の宿願であった」とも言われている。日本学術会議の側でも、公選制では複合領域・学際領域の研究者や重要な国際学術団体を担っている学会の代表者が選出されにくいことから、3分の2は公選で残り3分の1をコ・オプテーション方式とする提案があった。なお、この法改正で研究連絡委員会が法制的に確立し、定員が拡充された。また、研究連絡委員会、分科会、専門委員会における専門分野の枠組みも再編されている。

#### 2004年の法改正
政府の行政改革（中央省庁等改革基本法）を契機に、日本学術会議も改革が求められるようになる。1997年の第17期初頭、会長の吉川弘之は「日本学術会議はかつてのような大型陳情団体ではない」と宣言し、ほぼ一人で内部討議のための改革提言を書き上げる。吉川は私的諮問委員会 「未来構想懇談会」を設け、日本学術会議としての改革基本構想を議論していき、1999年の連合部会で案を示すが議論は紛糾する。第18期に入ると「日本学術会議の在り方に関する委員会」を設置し、吉川は『学術の動向』に論文を発表。さらに委員会は中間まとめを2002年4月の総会で報告し、これが改革の「学術会議案」になっていく（最終報告書は2003年2月）。
また、中央省庁等改革基本法の第十七条の九には「日本学術会議については、総務省に置くものとするが、総合科学技術会議において、その在り方を検討すること」と定められており、総合科学技術会議は2001年5月に「日本学術会議の在り方に関する専門調査会」を設置。2003年2月に最終報告が出され、同年7月に「日本学術会議の改革の具体化について」がまとめられた。これには学術会議案がかなり反映されたという。
2004年に法改正がなされ、会員はコ・オプテーション方式で選出されることになった。所管の総務省が内閣法制局に提出した法案審査資料には、推薦方式変更にあたって「日本学術会議から推薦された会員の候補者につき、内閣総理大臣が任命を拒否することは想定されていない」と書かれていた。改正により組織も7部構成から3部構成になり、縦割りの打破を図られた。政策への提言なども総合科学技術会議との棲み分けが図られた。また、この改革で日本学術会議は科研費の審査委員推薦権を失い、「登録学術研究団体」は「日本学術会議協力学術研究団体」に変わった。
改革案がまとまりつつある2003年、日本原子力研究所の郷信広は、「政府の一組織である日本学術会議は、ほかの政府組織の所掌事項に関しては発言してはならない」と制約を受けているように捉えられることを懸念し、「その結果、日本学術会議には国際学術交流を除けば、抽象的な機能のみが残ることとなった」と指摘した。法改正に伴い2005年に改選・組織再編がなされたが、改正前の第19期だけは1年短縮された2年任期になった。第19期は40代の会員は0名で平均年齢が63.5歳だったものが、第20期では40代会員14名（最年少会員44歳）、平均年齢58.8歳と若返りとなった。しかし国立大学偏重（公立・私立大学会員の減少）、選出地域の偏り（中四国の会員は1名）という特徴も見受けられた。

#### 2005年改革の宿題
2004年に改正された法律には付帯決議があり、今後10年で日本学術会議の見直しを図るとされていた。第19期副会長であった戒能通厚は、第20期が始まった後の2006年1月の『学術の動向』において「10年後見直しと言ういわば時限的な法という理解がある」と指摘し、「今回の法改正が、日本学術会議自身の意思によって行われたものと言い難いから、日本学術会議は早急に自らの改革に取り組むようにとの激励とみていいのでは」という認識を示した。
また、戒能は今回の会員の選考基準の公表を求めるとともに、新しい組織では個々の領域だけでなく横断型・俯瞰型の課題が重要になることから、会員に対して「その主な役割は、それぞれの専門分野に限定されない領域横断・俯瞰型の知見の発揮と、調整およびマネージメントにあろうから、これらのミッションをこなす能力がないと、なかなかに大変」と指摘した。
2014年7月、「日本学術会議の新たな展望を考える有識者会議」が内閣府の科学技術担当大臣の下に設置され、翌2015年3月に報告書「日本学術会議の今後の展望について」がまとめられた。活動面では「緊急課題や新たな課題への機動的対処等の改革の趣旨・目的は実現されてきており、活動面においては着実に成果が上がっている」と評価され、組織面でも「一部には改革で意図された成果が表れている」とされたものの、「改革の趣旨を尊重しつつ、運用面での工夫を重ねていくこと」が期待された。
この報告書に提示された改善策には、会員について「求める人材像や選考プロセスのオープン化」が求められ、「自らの専門分野の枠にとらわれない俯瞰的な視点をもって向き合うことのできる人材が望ましい」という提言がなされた。また、コミュニケーションについては「若手アカデミー」活動や地域活動の推進などが盛り込まれていた（「§連携・コミュニケーション」も参照）。
また、慶應義塾大学名誉教授の小沼通二は2017年の『学術の動向』において、研究者の直接選挙から学協会推薦、コ・オプテーション方式と変遷していく中で、一般研究者の関心が薄くなっている問題を指摘。特に企業研究者などは日本学術会議を自分達の代表と考えていないこと、「日本学術会議の「独立した」発言を嫌がる人たちがいるのだから、学術研究者や社会、特にメディアとの交流を強化しないと学術会議の将来は危うい。」などの懸念を持っていた。

#### 2020年以降の見直し論議
2020年（令和2年）10月1日、日本学術会議が推薦した新会員候補105人の内、6人が任命権者である菅義偉首相によって理由が明かされないまま任命を拒否され、日本学術会議の独立性や学問の自由が損なわれるとの批判が巻き起こるも、件の6名を含む批判者は、日本共産党の強い影響力により日本学術会議の独立性や学問の自由が損なわれてきたとの批判を表明する事は無かった。その後、2016年の補充人事で官邸が難色を示して補充を断念したこと、2017年の会員推薦時には事前説明を実施していたこと、6名に難色を示したのは杉田和博官房副長官であったことも明らかになる。
自由民主党は塩谷立を座長とする「学術会議の在り方を検討するプロジェクトチーム」を組織し、同年10月14日に初会合を開催。同年11月中に秋の行政刷新レビューで予算（国費負担）や組織形態（民営化やNGOも一案）を検証し、12月上旬に自民党が日本学術会議の在り方について提言をまとめ、同月下旬の次年度予算編成に行政刷新レビューの結果を反映される方針を示した。10月16日に梶田会長は菅義偉首相を訪問し、任命拒否の理由説明と6名の任命を求める要望書を直接提出。さらに日本学術会議の在り方について、梶田会長と井上信治科学技術担当大臣が中心となって今後の協議を進めることが確認された。
なお同年10月28日の国会答弁において、菅義偉首相は民間出身者や若手が少ないこと、出身や所属大学に偏りがあり多様性を考慮したと弁解した。しかし大西隆元会長は、2005年当時に比べて東京大学出身者は3割近くから17%程度へ、関東の大学在籍者の割合は63％から5割程度に減少しており、会員の偏在には改善がみられると反論している。なお、女性会員は第19期で13名だったものが第20期で42名の約20%となっており、第25期の時点では約38%にまで達している。また、同月30日の国会答弁において首相は、旧帝大所属が45%を占め、産業界は3%、50歳未満の若手は3%に過ぎないと指摘した。野党などはこの答弁に対し、任命拒否された6名のうち3名が私立大学所属であり、女性も1名いると批判している。
2023年（令和5年）に岸田文雄内閣は学術会議を改革する法案提出を検討していたが、学術会議の反発が強く見送った。同年8月に「日本学術会議のあり方を話し合う有識者懇談会」を設置。同年12月21日に有識者懇談会は中間報告を提出し、翌22日にはそれを受けた松村祥史国家公安委員長が日本学術会議を法人に移行させる方針を表明した。なお内閣府の基本方針には法人化だけでなく、外部有識者から意見を聴く「選考助言委員会」や外部者が過半数を占める「運営助言委員会」、および外部有識者による「評価委員会」の設置も含まれていた。また、多様性のため正会員に外国人会員を設けることも提案されており、国の機関だと外国人を受け入れられないため国から独立する論拠になっているという。なお寄付の受け入れなど財源の多様化も課題であったが、独立性の担保が課題になっていた。

#### 日本学術会議の特殊法人化
2024年（令和6年）12月18日、「日本学術会議のあり方を話し合う有識者懇談会」が法人化に向けた最終報告書を公表した。懇談会の改革案ではコ・オプテーションと投票方式を組み合わせることや、会員を210名から300名に増やしたり、連携会員の枠組みを見直すことが盛り込まれていた。外部の評価委員や幹事を設けることについては内閣と学術会議側で意見が分かれた。同年2月22日に開催された学術会議の総会で議論され、光石衛会長は「法制化に向けて責任を持って政府と協議していく」という談話を発表し、会見で「安定した財政基盤や会員選考における独立性など、求めてきた要件は大枠で認められたと考えている。残る懸念は法制化の議論の中で伝えていきたい」と答えている。
2025年（令和7年）3月7日に石破茂内閣は「日本学術会議法案」を閣議決定し、閣議法案として国会に即日提出。同年4月に日本学術会議は総会で法案の修正を求めた。同年5月8日には国会議事堂前で法案に反対する集会が開かれたが、同月13日に衆議院で可決した。同月20日には吉川弘之、黒川清、広渡清吾、大西隆、山極寿一、梶田隆章の元会長6名が廃案を求める声明を連名で発表した（日本記者クラブで梶田、大西、広渡の3名が記者会見）。同年6月10日には参議院内閣委員会にて同法案が可決し、立憲民主党提案の修正案は否決された。同月11日の参議院本会議で可決し、参議院は即日に天皇へ同法の公布を奏上した。同月16日には吉川ら元会長6名が会見で法案の修正案に応じなかったことに遺憾の意を表明するとともに、学術会議の独立性確保を求める声明を連名で発表した。
同月18日、令和七年法律第七十号「日本学術会議法」公布。同法第一条では学術会議の目的を「我が国の科学者の内外に対する代表機関として、学術に関する重要事項に係る審議、大学、研究機関、学会その他の学術に関係する者の間における連携の確保及び強化、学術に関する研究を円滑に進めるための社会環境の整備、学術に関する外国の団体及び国際団体との交流等を行うことにより、学術の向上発達を図るとともに、学術に関する知見を活用して社会の課題の解決に寄与すること」とし、同法第三条では「会議は、法人とする」と定められた。なお施行日については、同法附則第一条で「令和八年十月一日から施行する。ただし、次条から附則第九条まで並びに附則第十八条第三項及び第四項、第二十二条並びに第二十六条の規定は、公布の日から施行する」と定められ、旧法については、附則第二十八条で「日本学術会議法（昭和二十三年法律第百二十一号）は、廃止する」となっている。
同法では会員の定数が210名から250名に、定年が70歳から75歳に代わり、学術会議で解任できる規定ができた。任期は6年のままだが、再任が1回だけ可能となる。しかし連携会員の規定がなくなり、内閣総理大臣ではなく学術会議自身が任命する形になった。また、会員の選考にあたって外部科学者による「選定助言委員会」が設けられることになり、法案成立時の会員が会員選抜に関われないと問題視されている。加えて会員とは別に内閣総理大臣が「監事」と「評価委員会」を任命することになっており、学術会議の法学委員長である川嶋四郎は監事を学術会議の総会任命にしたり、2名のうち1名は学術会議で選定したりすることを提案していた。

## 年表

### 組織の沿革

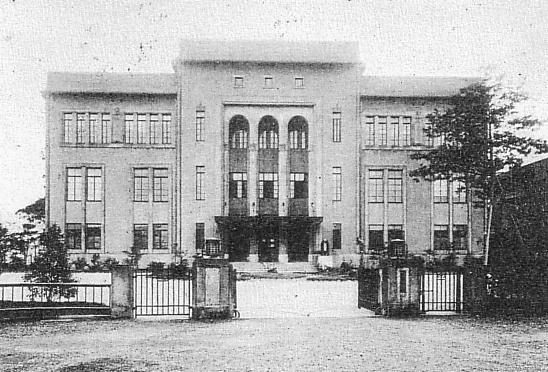
1949年から1970年の間、日本学術会議は旧帝国学士院の建物にあった。移転後は日本学士院が引き続き使用していた。

- 1948年（昭和23年）7月10日 - 昭和二十三年法律第百二十一号「日本学術会議法」が公布、一部即日施行[26][4]
- 1949年（昭和24年）1月20日 - 同法の主要部が施行され、内閣総理大臣の所轄の下、日本学術会議が設立（前身の学術研究会議は廃止され、日本学士院は日本学術会議の中に置かれる。）[26][3][4]
- 1949年（昭和24年）6月 - 総理府の設置に伴い、総理府の機関となる[339]（なお、同年総理府には科学技術行政協議会が設置された[18]。）
- 1956年（昭和31年）4月 - 日本学士院が日本学術会議から独立（日本学士院のみ文部大臣の所轄に移る）[3][注 29]
- 1970年（昭和45年）7月 - 日本学士院庁舎(上野公園内)から移転[3][341]
- 1984年（昭和59年）5月 - 会員選出方法を公選制から学会推薦制へ変更[3][4]
- 2001年（平成13年）1月 - 中央省庁再編に伴い、総務大臣の所轄となり、総務省の特別の機関となる[3][4]
- 2005年（平成17年）4月 - 再び内閣総理大臣の所轄となり、内閣府の特別の機関となる[3][4]
- 2005年（平成17年）10月 - 会員選出方法を日本学術会議が自ら選考する方法へ変更し[3]、7部制から3部制への改組、連携会員の新設などの組織改革を行う[4]
- 2025年（令和7年）6月18日 - 令和七年法律第七十号「日本学術会議法」公布[337]、一部即日施行[10]
- 2026年（令和8年）10月1日 - 令和七年法律第七十号「日本学術会議法」の主要部が施行され、昭和二十三年法律第百二十一号「日本学術会議法」が廃止される予定[328][342][9]（詳細は「§日本学術会議の特殊法人化」を参照）

### 特記事項
- 1950年（昭和25年） - 4月28日、第3回総会において、声明「戦争を目的とする科学の研究には絶対従わない決意の表明」を採択[343]。

- 1952年（昭和27年） - 10月24日、第13回総会で破防法反対声明を可決[344]。

- 1954年（昭和29年） - 4月、第17回総会で原子力研究三原則を提言[184][185][343][345]。5月、放射線影響特別委員会を設置[346]。
- 1955年（昭和30年） - ソ連・中国学術視察団派遣[161][347][162]。南極学術探検隊派遣について提言を行い、南極特別委員会を設置[34][186]。

- 1957年（昭和32年） - 3月25日、イギリスの、4月26日、米ソの科学者にアピールを送付し、全世界の科学者に原水爆禁止を訴えた[348]。
- 1961年（昭和36年） - 1月に「人文・社会科学振興のためのシンポジウム」が開催され、5月の総会で「人文・社会科学の振興に関する勧告」を発表[349]。

- 1962年（昭和37年） - 4月の総会で「科学研究基本法の制定について」が決議され、5月に政府へ提言される[350][注 30]。
- 1967年（昭和42年） - 「軍事目的のための科学研究を行なわない声明」を採択[245]。

- 1968年（昭和43年） - 文部省と科研費審査委員推薦制度の改正で対立し、審査委員の選出を拒否[15][202][203]。

- 1976年（昭和51年） - 5月の総会で科学研究基本法の成立を求める勧告を決議[352][353]。

- 1980年（昭和55年） - 「科学者憲章について」の声明を採択[66]。

- 1990年（平成2年） - 「地球圏-生物圏国際協同研究計画（IGBP）の実施について」を勧告[171]。

- 1999年（平成11年） - 「地球圏-生物圏国際協同研究計画（IGBP）の促進について」を勧告[174]。

- 2002年（平成14年） - 日本が持続可能な開発のための教育（ESD）を提唱した持続可能な開発に関する世界首脳会議（環境・開発サミット、開催地は南アフリカ共和国）[100][354]において、吉川弘之会長が応援演説[100]。

- 2006年（平成18年） - 12月、法務大臣と厚生労働大臣から審議依頼を受け、「生殖補助医療の在り方検討委員会」を設置。2008年4月に代理出産は法律で原則禁止が望ましいとする報告書を返した[355][356][357]。

- 2008年（平成20年） - 「日本学術会議憲章」を発表[63]。

- 2010年（平成22年） - ホメオパシーは科学的根拠が否定されており、医療従事者は使うべきではないとする会長談話を発表[358]。

- 2011年（平成23年） - 3月11日の東日本大震災を受け、同月18日に緊急会議を開催、同月23日に「日本学術会議東日本大震災対策委員会」設置、同月25日に第一次提言、4月4日に第二次提言、同月5日に第三次提言、同月8日に「被災地域の復興グランド・デザイン分科会」と「エネルギー政策の選択肢分科会」を設置した[359]。

- 2014年（平成26年） - 7月、内閣府の科学技術担当大臣のもとで「日本学術会議の新たな展望を考える有識者会議」が設置され、翌2015年7月に報告書がまとまる[296]（詳細は「§2005年改革の宿題」を参照）。

- 2015年（平成27年） - 同年に防衛省が制定した「安全保障技術研究推進制度」について、防衛省や文部科学省と議論し「安全保障と学術に関する検討委員会」を設置[243]。9月、中国科学技術協会との間に協力覚書を締結[360][361]。

- 2020年（令和2年） - 10月、新会員の任命において学術会議が推薦した105人のうち6人が除外される[259]（詳細は節「§政府による人事介入」や記事「日本学術会議会員の任命問題」、「菅義偉内閣#日本学術会議会員の任命問題」を参照）。

- 2021年（令和3年） - 4月、「日本学術会議のより良い役割発揮に向けて」を公表[362]。

- 2023年（令和5年） - 12月、21日に「日本学術会議のあり方を話し合う有識者懇談会」が中間報告を提出、翌22日にはそれを受けた松村祥史国家公安委員長が日本学術会議を法人に移行させる方針を表明[314][315]

- 2025年（令和7年） - 5月13日、閣法議案「日本学術会議法案」衆議院可決[322]、6月10日参議院可決[326]、6月18日公布[328][337]。一部即日施行条項を除き、2026年（令和8年）10月1日に施行される予定[9][10]（詳細は「§日本学術会議の特殊法人化」を参照）。